# IEEE 1451
IEEE P1451 in je standardiziran način shranjevanja ključnih informacij o pretvornikih, senzorjih in aktuatorjih.
Sklop standardov za vmesnike pametnih pretvornikov IEEE 1451 je razvil Tehnični odbor za senzorsko tehnologijo Društva za merjenje in merjenje inštituta za elektrotehniko in elektroniko in opisuje niz odprtih, skupnih, od omrežja neodvisnih komunikacijskih vmesnikov za priključitev pretvornikov (senzorjev ali aktuatorjev) na mikroprocesorje, instrumentacijske sisteme in nadzorna omrežja. 
Eden izmed ključnih elementov teh standardov je opredelitev elektronskih podatkovnih listov pretvornika (TEDS) za vsak pretvornik. TEDS je pomnilniška naprava pritrjena na pretvornik, ki hrani podatke o identifikaciji, kalibraciji, popravkih in informacijah povezanih s proizvajalcem pretvornika. Cilj standardov IEEE 1451 je omogočiti dostop do podatkov pretvornika preko skupnega nabora vmesnikov ne glede na to ali so pretvorniki povezani z žičnimi ali brezžičnimi sredstvi v sisteme oziroma omrežja.

## Elektronski podatkovni list pretvornika
Elektronski podatkovni list pretvornika (TEDS) je standardizirana metoda za shranjevanje identifikacije, kalibracije, popravljanja in informacij, povezanih s proizvajalcem pretvornika.
Eden izmed ključnih elementov standardov IEEE 1451 je opredelitev TEDS za vsak pretvornik. TEDS se lahko izvede kot pomnilniška naprava, ki je pritrjena na pretvornik in vsebuje informacije, ki jih merilni instrument ali nadzorni sistem potrebuje za povezavo s pretvornikom.
TEDS je mogoče izvajati na dva načina; prvič, TEDS se lahko nahaja v vgrajenem pomnilniku znotraj samega pretvornika, ki je povezan z merilnim instrumentom ali nadzornim sistemom in drugič; navidezni TEDS lahko obstaja kot podatkovna datoteka, dostopna merilnemu instrumentu ali nadzornemu sistemu.